# Cherbezatina integra
Cherbezatina integra är en skalbaggsart som beskrevs av Marc Lacroix 1993. Cherbezatina integra ingår i släktet Cherbezatina och familjen Melolonthidae. Inga underarter finns listade i Catalogue of Life.